# ¡Quién lo creyera!
|  |

El aguafuerte ¡Quién lo creyera! es un grabado de la serie Los Caprichos del pintor español Francisco de Goya. Está numerado con el número 62 en la serie de 80 estampas. Se publicó en 1799.

## Interpretaciones de la estampa
Existen varios manuscritos contemporáneos que explican las láminas de los Caprichos. El que se encuentra en el Museo del Prado se tiene como autógrafo de Goya, pero parece más bien despistar y buscar un significado moralizante que encubra significados más arriesgados para el autor. Otros dos, el que perteneció a Ayala y el que se encuentra en la Biblioteca Nacional, realzan la parte más escabrosa de las láminas.
- Explicación de esta estampa del manuscrito del Museo del Prado: Ve aquí una pelotera cruel sobre cuál es más bruja de las dos: quién diría que la petiñosa y la crespa se repelaran entre así: la amistad es hija de la virtud; los malvados pueden ser complices, pero amigos, no.[2]

- Manuscrito de Ayala:Dos viejos entregados a la lascivia son devorados por monstruos.[2]

- Manuscrito de la Biblioteca Nacional: Una vieja y un viejo lascivos idean nuevas posturas de fornicación; regañan por no poder hacer cosa derecha y los monstruos de la lujuria los van a arrebatar para el abismo.[2]